# Korjenovo
Korjenovo (szerbül: Корјеново) falu Bosznia-Hercegovinában, a Bosznia-hercegovinai Föderáció Una-Szanai kantonjában, Ključ községben. 

## Fekvése
Bosznia-Hercegovina nyugati részén, Bihácstól légvonalban 66, közúton 95 km-re délkeletre, Ključtól légvonalban 13, közúton 17 km-re északnyugatra, a Sanička kosa alatt, a Szanica-folyó jobb partja feletti teraszon fekszik. 

## Népessége
| Nemzetiségi csoport | Népesség 1991 | Népesség 2013 |
| ------------------- | ------------- | ------------- |
| Szerb               | 115           | 0             |
| Bosnyák             | 0             | 2             |
| Horvát              | 6             | 0             |
| Jugoszláv           | 3             | 0             |
| Egyéb               | 0             | 0             |
| Összesen            | 124           | 2             |

## Története
Korjenovo eredetileg Sanica egyik településrésze volt. 1878-ig tartozott az Oszmán Birodalomhoz, majd az Osztrák-Magyar Monarchia része lett. 1910-ben a településen 69 házat és 514 lakost számláltak, közülük 342 volt ortodox és 174 katolikus. A monarchia szétesésével 1918-ben előbb a Szerb-Horvát-Szlovén Királyság, majd 1929-től a Jugoszláv Királyság része. 1921-ben a faluban 70 házat és 504 lakost számláltak. 1941-ben megszállták az usztasa és német csapatok, akik a Grmeč-hegységben partizánellenes hadműveletet folytattak. 1943. február 11-én a falu drámai eseményeket élt át az ellenségnek a Krajinai partizánhadosztály 6. zászlóalja ellen intézett támadása során, melyet Jelašinovački polje felé szorított vissza. 1945-től a szocialista Jugoszlávia része volt. A boszniai háború idején 1995-ben a lakosság elmenekült a bosznia-hercegovinai hadsereg elől. 2013-ban mindössze 2 állandó lakosa volt.